# 南九州川辺ダムインターチェンジ

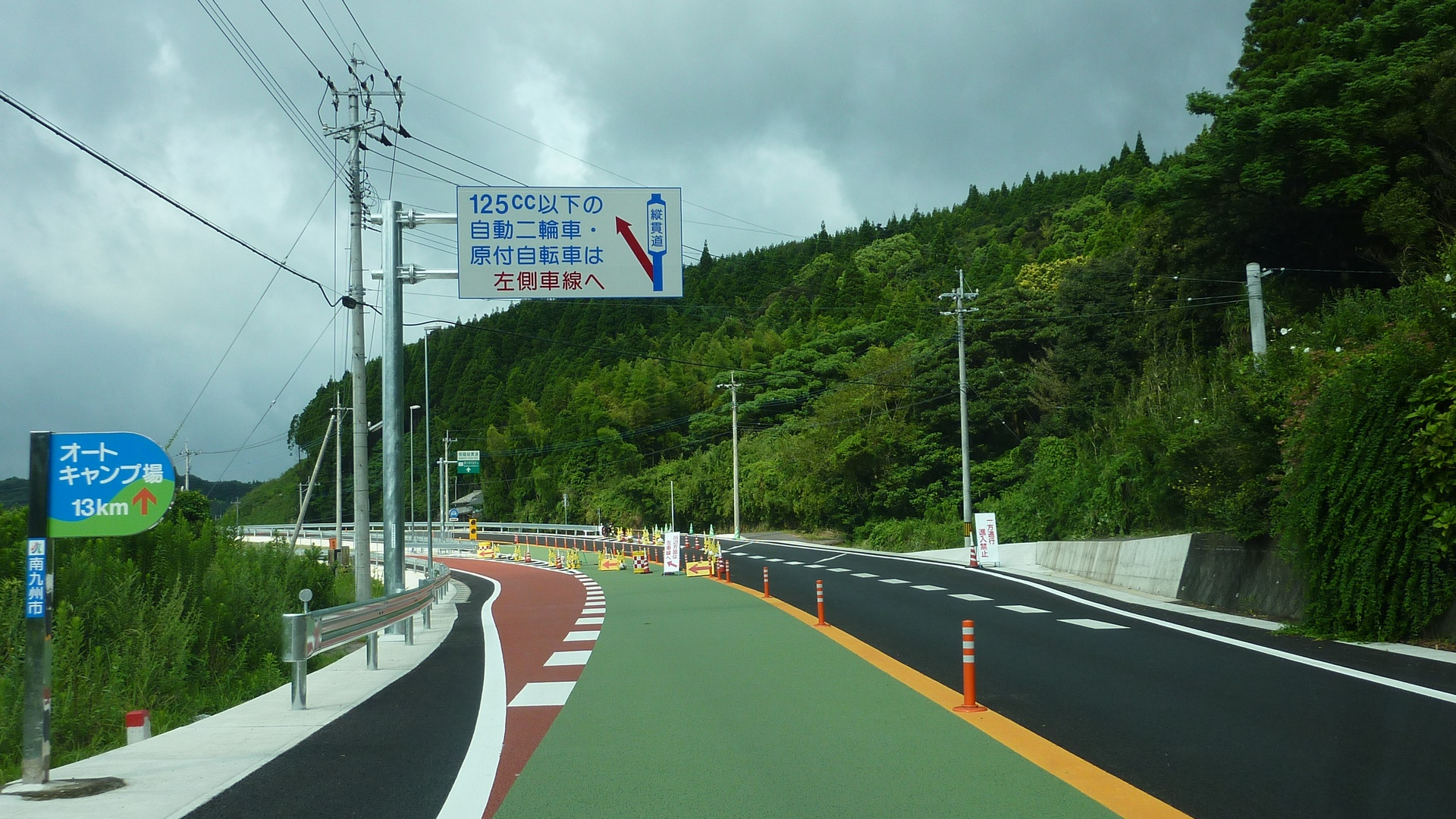
供用開始以前の南九州川辺ダムIC

南九州川辺ダムインターチェンジ（みなみきゅうしゅうかわなべだむインターチェンジ）は、鹿児島県南九州市川辺町神殿（こうどん）にある南薩縦貫道（川辺道路）のインターチェンジである。2010年8月27日に開通した。
谷山ICから南九州川辺ダムICまでは計画区間となっており、当面着工される予定はない。この区間については県道20号（谷山IC-錫山）及び、県道19号（錫山-南九州川辺ダムIC）を現道活用区間としており、南薩縦貫道の本線がそのまま県道19号に接続する構造となっている。

## 道路
- 南薩縦貫道（川辺道路）

## 歴史
- 1999年12月17日 : 南九州川辺ダムIC-南九州川辺IC間が調査区間に指定される。
- 2000年12月20日 : 南九州川辺ダムIC-南九州川辺IC間を整備区間に指定。
- 2004年12月22日 : 南九州川辺ダムIC-南九州川辺IC間の起工式を実施。
- 2010年8月27日 : 南九州川辺ダムIC-南九州神殿IC間開通[1]。

## 接続する道路

### 直接接続
- 鹿児島県道19号鹿児島川辺線

## 料金所
- 南薩縦貫道川辺道路の全区間は無料で通行できるため料金所等の徴収施設は設置されていない。

## 周辺
- 川辺ダム

## 隣
南薩縦貫道（川辺道路）
谷山IC - （現道活用区間） - 南九州川辺ダムIC - 南九州神殿IC